# John Cabell Breckinridge
John Cabell Breckinridge, ameriški odvetnik, politik in general, * 16. januar 1821, Lexington, Kentucky, ZDA, † 17. maj 1875, Lexington, Kentucky, ZDA.
Breckinridge je bil kongresnik ZDA iz Kentuckyja (1851–1855), podpredsednik ZDA (1857–1861) in senator ZDA iz Kentuckyja (1861).
Po njem so poimenovali Breckenridge v Koloradu.